# Belgique aux Jeux olympiques d'hiver de 2026
La Belgique participera aux Jeux olympiques d'hiver de 2026 à Milan et Cortina d'Ampezzo, en Italie, du 6 au 22 février 2026.

## Délégation
Voici la liste du nombre de concurrents participant aux Jeux par discipline.
| Sport               | Hommes | Femmes | Total |
| ------------------- | ------ | ------ | ----- |
| Ski alpin           | 1      | 1      | 2     |
| Biathlon            | 4      | 4      | 8     |
| Ski de fond         | 1      | 0      | 1     |
| Patinage artistique | 0      | 1      | 1     |
| Total               | 6      | 6      | 12    |

## Médaillés
| Sport | Discipline | Athlète(s) | Performance | Date |
| ----- | ---------- | ---------- | ----------- | ---- |
|       |            |            |             |      |

| Sport | Discipline | Athlète(s) | Performance | Date |
| ----- | ---------- | ---------- | ----------- | ---- |
|       |            |            |             |      |

| Sport | Discipline | Athlète(s) | Performance | Date |
| ----- | ---------- | ---------- | ----------- | ---- |
|       |            |            |             |      |

## Résultats

### Ski alpin
La Belgique a jusqu'à présent qualifié une skieuse alpine et un skieur alpin grâce au quota de base,.

### Biathlon
La Belgique a qualifié quatre biathlètes féminines et quatre biathlètes masculins grâce au score de la Coupe du monde de biathlon 2024-2025,.

### Ski de fond
La Belgique a qualifié jusqu'à présent un skieur de fond masculin grâce au quota de base,.

### Patinage artistique
Aux Championnats du monde de patinage artistique de 2025 à Boston, aux États-Unis, la Belgique a obtenu un quota en simple féminin.
| Athlète | Épreuve           | Programme court Danse originale | Programme court Danse originale | Programme libre Danse libre | Programme libre Danse libre | Total  | Total |
| Athlète | Épreuve           | Points                          | Rang                            | Points                      | Rang                        | Points | Rang  |
| ------- | ----------------- | ------------------------------- | ------------------------------- | --------------------------- | --------------------------- | ------ | ----- |
|         | Individuel femmes |                                 |                                 |                             |                             |        |       |